# کلاته عبدل (مشهد)
کلاته عبدل (مشهد)، روستایی از توابع بخش رضویه شهرستان مشهد در استان خراسان رضوی ایران است. این روستا در فاصله ۱۱۰کیلومتری مشهد مقدس واقع شده‌است و در مسیر جاده سرخس از خروجی روستای خارزار به سمت راست (مسیر مشهد به سرخس) و در ادامه روستاهای کلاته منار، چرخشک علیا، پسخوری و قبل از روستاهای قلعه پختوک و قرنه قرار دارد.
این روستا دارای اب وهوای کوهستانی بوده روستایی سرسبز و پوشیده از جنگل‌های پسته وحشی می‌باشدبهار دراین روستا بسیار دیدنی است طبیعت مملو از گل های سرخ وپوشیده از علف میباشد از مهمترین سوغات روستا به جز پسته و محصولات لبنی میتوان به اسفناج محلی و سقچ(سقز، ادامس) مندلاق نام برد

## جمعیت
این روستا در دهستان پایین ولایت قرار دارد و بر اساس سرشماری مرکز آمار ایران در سال ۱۳۸۵، جمعیت آن ۱۱۸ نفر (۲۷خانوار) بوده‌است.
درحال حاضر جمعیت روستا بیش از ۵۰خانوار میباشد